# European Journal of Oral Implantology
Das European Journal of Oral Implantology, abgekürzt Eur. J. Oral Implantol., ist eine wissenschaftliche Fachzeitschrift, die vom Quintessence-Verlag veröffentlicht wird. Die Zeitschrift ist ein offizielles Publikationsorgan der folgenden Gesellschaften:
- British Society of Oral Implantology (BSOI)
- Italian Society of Oral Surgery and Implantology (SICOI)
- Danish Society for Oral Implantology (DSOI)
- Deutsche Gesellschaft für Implantologie im Zahn-, Mund- und Kieferbereich (DGI)
- Spanish Society of Implantology (SEI) und
- British Academy of Implant & Restorative Dentistry (BAIRD)

Die Zeitschrift erscheint mit vier Ausgaben im Jahr. Es werden Arbeiten veröffentlicht, die sich mit der Anwendung von Implantaten in der Mundhöhle beschäftigen.
Der Impact Factor lag im Jahr 2012 bei 2,929. Nach der Statistik des ISI Web of Knowledge wird das Journal mit diesem Impact Factor in der Kategorie Zahnmedizin & Kieferchirurgie an 13. Stelle von 83 Zeitschriften geführt.